# 筒井氏
筒井氏（つついし）は、大和の戦国大名。大和国添下郡（明治30年以降は生駒郡）筒井から起こったと伝える。

## 筒井氏

### 出自
筒井氏は大神神社の神官・大神氏の一族と言われている。筒井氏は大和国添下郡筒井の土豪として大和に勢力を持っていた。鎌倉時代以降、大和守護は興福寺が務めており、筒井氏もその衆徒として組み込まれるが、室町時代に大和永享の乱が発生、戦国時代に入ると興福寺の勢力が衰退し、大和四家と言われる筒井氏・越智氏・十市氏・箸尾氏の勢力が台頭してくる。応仁元年（1467年）の応仁の乱では、河内の守護大名である畠山氏の抗争に巻き込まれて、大和国内は混乱する。筒井順永は畠山政長に協力して畠山義就派の越智家栄らと戦ったが、息子の順尊は義就に敗れ衰退した。
そのような中で筒井氏の当主となった筒井順興は英明で、大和国人衆の一人として興福寺に属しながら越智氏を滅ぼして勢力を拡大し、筒井氏を大和の戦国大名として地位を確立した。天文4年（1535年）に順興は死去し、嫡男の筒井順昭が後を継いだ。順昭は、信貴山城を本拠とする木沢長政と連携して越智氏を圧迫。長政が没落すると、その勢力を大和より駆逐し、大和を統一。さらに、敵対関係にあった義理の兄十市遠忠と和解し、河内にもその勢力を伸ばし筒井氏の全盛期を築き上げた。しかし、順昭は天文19年（1550年）に28歳で死去し、嫡男で2歳の筒井順慶が後を継ぐこととなる。木阿弥の話はこの世代交代を舞台にしている。

### 全盛期

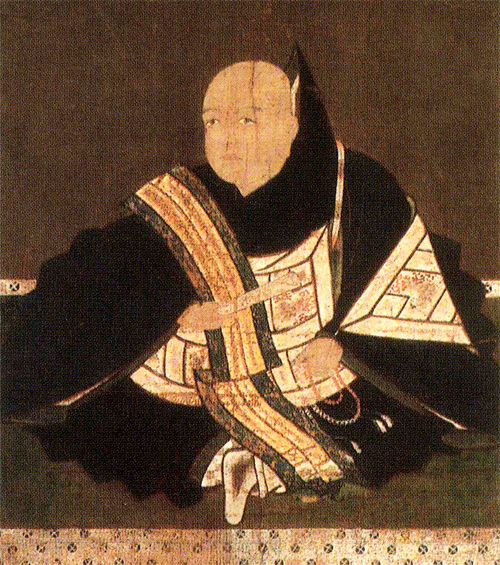
筒井順慶像（奈良伝香寺所蔵）

順慶は2歳で当主となり、叔父の筒井順政が後見人を務めた。しかし順慶が幼少であるのを見て、三好長慶の家臣・松永久秀が大和に侵攻して来る。順慶は幼少で、しかも順政も永禄7年（1564年）に死去という悪条件が重なった筒井氏には軍の統率が取れず、筒井城を久秀に奪われた（筒井城の戦い）。順慶は大和から追放された。
後に久秀が三好三人衆と対立した時には、三人衆に属して大和奪回を目指したが、久秀の前にたびたび敗れた。このため、順慶は織田信長の家臣となり、その後ろ盾をもって信長の客将となっていた久秀から大和守護に任じられた。その後は明智光秀の与力大名として久秀討伐（信貴山城の戦い）、一向一揆討伐などで活躍した。天正10年（1582年）、本能寺の変が起きて光秀が信長を殺すと、その与力という関係から協調行動を勧誘されるが、順慶は拒否。このため光秀の滅亡後も所領は安堵された。この時の筒井軍の行動が後世に脚色され、日和見的態度を指す「洞ヶ峠」の由来となった。
順慶は天正12年（1584年）に36歳で死去する。嗣子が無いため、後を養嗣子で従弟の筒井定次が継いだ。

### 筒井氏の滅亡とその後
定次は羽柴秀吉の家臣として仕えた。中坊秀祐の讒言を受け入れて重臣の島清興と対立し、これを追放してしまう。さらに秀吉も大和には信用できる身内を置いておきたいという考えから、定次は天正13年（1585年）、伊賀上野に移封された（大和は秀吉の弟・秀長が入った）。これは四国征伐の武功による加増と言われているが、実質は40万石から20万石もの減封である。このため、筒井氏は家臣の多くを改易し、伊賀の土豪をも潰していかざるを得なかったといわれている。
定次はこの秀吉の仕打ちを恨んだのか、慶長5年（1600年）の関ヶ原の戦いでは東軍に与したため所領を安堵され、伊賀上野藩を立藩した。しかし1608年、幕命により改易され伊賀上野藩20万石は廃藩となった。定次自身の身柄は鳥居忠政預かりとされた。改易の理由は、定次が酒色に溺れて政務を顧みなかったこと、キリシタンであったことなどのほかに、筒井氏のような外様大名を畿内に置いておくのは危険と考えた幕府の有力外様大名取り潰し政策の一環とも伝えられている（筒井騒動）。
そして慶長20年（1615年）、定次は大坂冬の陣で城方に内通したという責めによって、幕命により息子の筒井順定と共に自害を命じられた。その後、従弟の筒井定慶が大和郡山1万石を与えられたが、大坂夏の陣で定慶が戦死したため、大名としての筒井氏は滅亡した。
順慶の養子で定慶の弟とされる順斎（福住順弘の次男）は徳川家康に仕え旗本となり、1千石を与えられ家名は幕末まで続いた。幕末に日露和親条約の交渉を行った筒井政憲と、マシュー・ペリーの来航の際、国書受取の場・久里浜で警備隊を指揮していた下曽根信敦父子はその末裔である（信敦は久世氏の出身で、養子として筒井氏を継いでいる）。他にも順慶に連なるとされる旗本筒井家があるが、順斎系と同様、系譜関係は確実なものではない。さらに、順慶実子として筒井新兵衛（母は南石蛸助の娘）の名が知られるが、学術的な検討を経てはいない。なお、筒井順正については近代の附会であり、大和筒井氏とは関係が認めがたい。

## 筒井氏一族

### 筒井氏当主
- 筒井順覚
- 筒井覚順
- 筒井順弘
- 筒井順永
- 筒井順尊
- 筒井順興
- 筒井順昭
- 筒井順慶
- 筒井定次
- 筒井定慶

### 一族
- 成身院光宣
- 成身院順盛
- 筒井順政
- 筒井順国
- 福住順弘
- 筒井順定
- 筒井順正

## 筒井騒動
筒井騒動（つついそうどう）は、慶長13年（1608年）に伊賀上野藩で起こったお家騒動である。

### 経歴
慶長5年（1600年）の関ヶ原の戦いで、伊賀上野藩主である筒井定次は東軍に与して戦功を挙げ、戦後、徳川家康より20万石の所領を安堵された。
しかし筒井氏内部では、天正15年（1587年）からすでに家臣団の対立（旧臣派と寵臣派）が表面化していた。この抗争で旧臣派の島清興は寵臣派の中坊秀祐によって追放されているほどであり、豊臣政権時代にはこの騒動のために「伊賀国替一定、沈思々々」と『多聞院日記』にあるように、早くから筒井氏の国替えも考えられていたほどである。関ヶ原の戦い頃になると一時的に筒井家内部の騒動は鎮静化していたが、慶長11年（1606年）12月に入ると、領内の火災における復興問題から再び両派による抗争が再燃した。
この頃、筒井家の実権は中坊秀祐が掌握しており、彼による専横が行なわれていた。慶長13年（1608年）6月、秀祐は駿府城の徳川家康に対し、主君の定次の悪政や鹿狩に熱中しての倦怠などを訴えた。これにより筒井氏は改易され、上野藩は廃藩となる。定次と嫡子・順定は陸奥磐城平藩主・鳥居忠政預かりとなった。
後に定次は、慶長20年（1615年）の大坂の陣で豊臣氏と内通した罪により、切腹となった。

### 事情
筒井氏改易の直接の理由は、重臣の中坊秀祐が家康に訴えたためとされているが、次のようなものも挙げられている。
- 家臣団の争いによる騒動。
- 定次が酒色に耽っていたこと。
- 定次がキリシタンを領内で優遇していたこと。
- 豊臣氏に対する備えとして伊賀は重要な拠点であり、家康としては定次より信任の厚かった藤堂高虎を配したかったためとする説。

また、中坊秀祐も恩賞を目的にしてか、あるいは家康の意に通じてこのような訴えを行なったとされている。事実、秀祐は筒井氏改易後、家康から奈良奉行に任じられている。しかし秀祐は後に定次の旧臣によって暗殺された。

## 家臣団
- 島清興（左近）
- 松倉重信（右近）
- 松倉重政
- 森好之
- 井戸良弘
- 箸尾高春

## その他の筒井氏
嵯峨源氏渡辺氏流に筒井氏も存在する。
渡辺綱の次男久が肥後国松浦郡筒井村（現在の佐賀県伊万里市波多津町筒井）に生まれたことから、筒井久と称したが、彼一代限りであった。
嵯峨源氏渡辺氏流の筒井氏の系統からは、越後国の赤田氏、瓜生氏が派生した。また、薩摩国の奈良原氏も、久の後裔と称した。